# Junya Shimizu
Junya Shimizu（ジュンヤシミズ、1983年12月14日 - ）は、日本のDJ、プロデューサー、レーベルオーナー、ラジオディレクター。東京都出身。

## 来歴
1983年12月14日、東京都練馬区に生まれる。CMプロデューサーの父とピアノ教師の母のもとに育つ。2005年よりDJ/オーガナイザーとして国内のハウス/クロスオーバーシーンを中心に活躍。Jazzy & SoulfulなGrooveを主軸に、ハウス、EDM、ドラムンベース、ヒップホップと、固定観念に囚われる事の無い自由なクロスオーバーStyle DJ。東京を中心に数々のDJをこなし、Mix CDなどもリリースしている。
2006年4月より“次世代のダンスミュージック”をテーマにプロジェクト兼パーティー『InfinitySense』を主宰する。
最初の会場は、渋谷 Club bar SHIFTY。その後、六本木 club R、青山 LOOP、青山 0 Zero と移動し開催。
これまで、国内の新進気鋭アーティスト紹介や海外アーティストの来日企画などを実施し、Clubシーンの一端を担ってきた。
2010年3月、『InfinitySense』をレーベルとしても設立。
これまでに、BLU-SWINGやmilk、YUNiSM、Musicarus、OLFA ASTRAなどのアーティストを、Jazzy & Soulful Musicをベースに、エレクトロ、ドラムンベース、ダブステップ、ハウスとジャンルレスな良質な音楽を、日本から世界に向けて発信してきた。レーベルの楽曲は、世界的にも評価され、国内外のFMラジオやインターネットラジオでもOAされている。
DJとしては、これまでにm-floの☆Taku Takahashiによる「block.fm OFFCIAL PARTY」や日本初の公式な「泡パーティー」、毎年3万人以上の動員を誇る「Water Run Festival」「S2O JAPAN OFFCIAL AFTER PARTY」など、都内の様々なパーティー・フェスでのメインDJだけでなく、DJ BarやCafeなどでのLounge StyleなDJなど、様々な環境で経験を積んできた。
現在は、Club DJとしては勿論のこと、ザ・リッツ・カールトンなどホテルでのDJなど、ラジオ局のクリエイティブ・ディレクターを務めながら“生活と街と音楽”をコンセプトに活動している。

## InfinitySense
『Party & Music Label Project』
“All Urban Music Crossover” を掲げ、ハウス、ディスコ、R&B、ヒップホップ、Club Jazz…など、様々なジャンルの音楽と人とをクロスオーバーし繋ぐParty。現在は定期開催はしていない。不定期でスピンオフ等も開催している。
“世代を超えて繋がるダンスミュージック” を掲げ、Soulful & Jazzy Musicをベースに、ハウス、ディスコ、ドラムンベース、ダブステップ…など、ジャンルレスで良質な音楽を発信するMusic Label。Bandcamp を始め Beatport や iTunes Store などを中心に、デジタル配信リリースが主だが、2016年7月に7インチレコードとしてBLU-SWING「Sunset EP」を500枚限定リリース。現在では入手困難で値段も高騰している1枚である。
「アナタの人生が少しでも音楽で彩られ心豊かな日々でありますように。。。」が信条。

## ディスコグラフィ

### MIX CD
- 『WATER RUN FESTIVAL mixed by Junya Shimizu』（2016年6月29日）
- 『Urban House Party mixed by Junya Shimizu』（2017年12月6日）